# Lijst van wintersporttreinen vanuit Nederland
De volgende internationale treinen rijden of reden vanuit Nederland en België naar wintersportgebieden, en worden daarom wintersporttrein of skitrein genoemd:
| Naam                                            | Uitbater / vervoerder                                                                  | Route | Type trein, seizoen en/of frequentie | Bediende wintersportgebieden                                                                       | Gestart                        | Stopgezet                                                                             |
| ----------------------------------------------- | -------------------------------------------------------------------------------------- | --- | --- | -------------------------------------------------------------------------------------------------- | ------------------------------ | ------------------------------------------------------------------------------------- |
| Thalys Sneeuw (Thalys 9900)                     | Thalys                                                                                 | Amsterdam - Rotterdam - Antwerpen - Brussel - Bourg-Saint-Maurice | Hogesnelheidstrein op zaterdag in de winter | O.a. Bourg-Saint-Maurice in de Franse Alpen.                                                       |                                | -                                                                                     |
| Nightjet                                        | ÖBB + NS                                                                               | Amsterdam Centraal – Innsbruck Hbf | Nachttrein. Dagelijks, het hele jaar | Bedient een reeks wintersportbestemmingen in Tirol: Stubaital, Zillertal, Brixental                | mei 2021                       | -                                                                                     |
|                                                 | European Sleeper + Train Charter Services (treinvervoer)                               | van Brussel via Zuid -Nederland en Duitsland naar Innsbruck en deels naar Venetië                                                                                                | Nachttrein, zes dagen in februari en maart 2025 | | 5 februari 2025                | 16 maart 2025                                                                         |
| TUI Ski Express                                 | TUI + FlyWise Travel + Train Charter Services (treinvervoer) + Euro-Express Sonderzüge | van Amsterdam en Utrecht rechtstreeks naar Oostenrijk: Wörgl (splitsing) - Tirol: St. Johann in Tirol, Zell am See en Saalfelden - Salzburgerland: Innsbruck, Landeck en Bludenz | Nachttrein, eind december tot eind maart, elke vrijdagavond heenrit, zaterdagavond terugrit                                                                                        | Bedient twee reeksen wintersportbestemmingen in Oostenrijk: Tirol: Stubaital, Zillertal, Brixental | 23 december 2022               | -                                                                                     |
| GreenCityTrip                                   | Flywise Travel + Train Charter Services (treinvervoer) + Euro-Express Sonderzüge       | van diverse Nederlandse steden rechtstreeks naar o.a. Innsbruck | Nachttrein, afwisselend naar verschillende bestemmingen, waarvan Innsbruck de enige wintersportbestemming was (15 maal in winter 2021-22).                                         | Wintersportbestemmingen rond Innsbruck (Tirol)                                                     | 15 oktober 2021                | voorjaar 2022 laatste winterrit naar Innsbruck, nadien vervangen door TUI Ski Express |
| Alpen Express                                   | Treinreiswinkel + Railexperts (treinvervoer)+ BahnTouristikSonderzüge                  | Den Haag naar Bischofshofen (via onder andere Zell am See) en naar Bludenz (via onder andere Innsbruck en Landeck)                                                               | Nachttrein. In 2023 enkel vertrek 24/2 en terug 4/3. Reed voordien wekelijks in het skiseizoen. In 2020-2021 reed hij niet wegens de coronapandemie, begin 2022 reed hij viermaal. | Bedient een reeks wintersportbestemmingen in Tirol.                                                | 2016                           | -                                                                                     |
| Alpen Express                                   | EETC                                                                                   | | | | overgenomen in 2002            | voorjaar 2015                                                                         |
| Alpen Express                                   | NS                                                                                     | | | |                                | 2002 overgenomen door EETC                                                            |
| Ski-Trein                                       | EETC                                                                                   | | | Oostenrijk                                                                                         | december 1996                  | stopgezet                                                                             |
| Bergland Expres                                 | The Train Company                                                                      | Utrecht Centraal – Schwarzach St. Veit via onder andere Wörgl – Hopfgarten en Zell am See                                                                                        | Nachttrein. wintermaanden | |                                | 26 februari 2009 stopgezet                                                            |
| Bergland Expres                                 | The Train Company                                                                      | Utrecht Centraal – Bludenz via onder andere Innsbruck en Sankt Anton-am Arlberg                                                                                                  | Nachttrein. wintermaanden | |                                | 26 februari 2009 stopgezet                                                            |
| Treski: en de Ski-Trein Disco                   | NMBS                                                                                   | (Oostende) - Brussel - Innsbruck / Zell am See | Nachttrein, wintermaanden | | 2005                           | 2015                                                                                  |
| Austria Express / Treski: en de Ski-Trein Disco | Railpromo en NMBS                                                                      | Utrecht Centraal – Bischofshofen via Zell am See | Nachttrein, wintermaanden | | enkel in het seizoen 2015-2016 | stopgezet 2016                                                                        |
| Sneeuw Express                                  |                                                                                        | Amsterdam Centraal – Bischofshofen via onder andere Zell am See | Nachttrein. wintermaanden | [ 10 ] [ 11 ]                                                                                      |                                | stopgezet                                                                             |
|                                                 | CityNightLine                                                                          | Amsterdam Centraal – Zürich/München in de winter één dag per week verder naar Brig respectievelijk Innsbruck                                                                     | Nachttrein, enkel in de winter tot de skigebieden | |                                | stopgezet                                                                             |